# Охріменко Олександр Петрович
Олександр Петрович Охріменко (с. Велика Киріївка, Гайсинський район, Вінницька область) — український кадровий військовослужбовець, полковник Збройних Сил України, учасник російсько-української війни, командир 72-ої окремої механізованої бригади (з вересня 2024).

## Життєпис
Народився 19 жовтня 1984 року в селі Великій Кіріївці Бершадської міської громади на Вінниччині у родині колгоспників. У школі навчався на відмінно.
В 2006 році з відзнакою закінчив загальновійськовий факультет Одеський інститут Сухопутних військ та отримав спеціальність «Офіцер управління тактичного рівня». Для подальшого проходження військової служби був призначений до складу 72 ОМБр, в/ч А2167, м. Біла Церква. Службу проходив на посадах командира взводу, командира роти 3-го механізованого батальйону, начальника штабу 1-го механізованого батальйону.
У жовтні 2021 року був призначений командиром 14 ОМБр, яка базується у м. Володимирі-Волинському на Волині. Одружений.
У 2022 році 14 ОМбр під командуванням Охріменка брала участь у Слобожанському контрнаступі. 
Після Слобожанського контрнаступу 14 ОМбр під командуванням Олександра Охріменка певний час займала смугу відповідальності на Північний Схід та Схід від звільненого м. Куп'янськ Харківської обл. У липні 2023 року з'явились відгуки підпорядкованих Олександру Охріменку бійців   про безпідставні втрати людей та територій у лютому - червні 2023 року через його діяльність як командира бригади , зокрема в боях під с. Масютівка 14 - 19 травня 2023 року. Зокрема, 82 батальйону 105 бригади ТРО, прикомандированого до 14 ОМбр у квітні-червні 2023 року. З цим пов'язують зняття Олександра Охріменка з посади командира 14 Омбр 12 червня 2023 року. 
4 липня 2023 року призначений на посаду начальника Одеського обласного ТЦКтаСП
на якій перебував протягом 2023–2024 років. 
У травні 2024 року звільнений з посади начальника Одеського обласного ТЦКтаСП та призначений начальником відділом фізкультурно-спортивної реабілітації Управління фізичної культури та фізкультурно-спортивної реабілітації Командування Сухопутних військ ЗСУ.
У вересні 2024 року призначений на посаду командира 72 ОМБр, яка обороняє Вугледар.

### Бойовий шлях
У зв'язку з російською збройною агресією проти України, що почалась з окупації Криму, з березня 2014 року виконував обов'язки із захисту Батьківщини.
1 березня 2014 року, підрозділи 72 ОМБр були підняті по тривозі. Олександр Охріменко, який на той час був начальником штабу 1-го механізованого батальйону (батальйонно-тактичної групи), разом з підрозділом, одним із перших вийшов у район виконання бойових завдань. З 8 березня пройшли навчання на Житомирському полігоні і вирушили спочатку в Запорізьку область, а потім — на околиці Донецької. 9 травня, коли бійці 2-го батальйону під керівництвом майора Михайла Драпатого звільняли заручників у Маріуполі, 1-й батальйон був у них в резерві.
У червні 2014 року, Охріменко разом зі своїм батальйоном, вирушив на кордон з РФ, — в Амвросіївку і далі на Луганщину, до Вознесенівки (на той час — Червонопартизанськ), де з боєм зайняли висоту 308 за кілька кілометрів від кордону. Завданням 1-го та 2-го батальйонів було дійти до кордону і відрізати терористів від логістичного забезпечення з Росії. Бійці взяли під контроль пункт пропуску «Червонопартизанськ», вигнавши звідти незаконні збройні формування. Тоді на підтримку терористичних угруповань почались обстріли українських підрозділів з російської території з РСЗВ «Град» та «Ураган». Підрозділи 72, 79, 24 бригад та прикордонники опинилися у вогневому кільці, — відповідати на обстріли з російської території вони не могли, з іншого боку вогонь вели проросійські терористи, прикриваючись населеними пунктами. Виникли проблеми із забезпеченням, боєприпаси закінчувались, техніка виводилась з ладу в результаті обстрілів. Зрештою було прийняте рішення, що частина підрозділів піде на прорив з так званого «Ізваринського котла» у бік Амвросіївки, а інша частина — буде виходити через територію Росії. Прорив очолив комбат 2-го батальйону майор Драпатий. 3 серпня 2014 року, комбат 1-го батальйону Іван Войтенко і начштабу Олександр Охріменко вивели особовий склад, близько 450 чоловік (разом з прикордонниками), через кордон до РФ. На російській стороні п'ятьох українських офіцерів командного складу 72 ОМБр, в тому числі й Охріменка, було заарештовано. 8 серпня 2014 року, Слідчий комітет РФ опублікував повідомлення про арешт у стилі радянської пропаганди — про «націоналістичний угар», «каральну операцію» і «бравурні марші карателів на Майдані», з обіцянками «суду» і «справедливого покарання». Втім, вже 9 серпня всі заарештовані були звільнені й 10 серпня передані українській стороні.
Після повернення до України, всіх звільнених офіцерів перевели до 30 ОМБр формувати батальйон. 17 вересня 2014 року, після лікування від контузій у шпиталі, Охріменко прибув до навчального центру на Житомирський полігон. З грудня 2014 по березень 2015 виконував завдання на посаді начштабу батальйону на кордоні в районі Красна Талівка — Станиця Луганська. 6 травня 2015 року батальйон увійшов до складу 53 ОМБр, а потім був передислокований в Донецьку область, де виконував завдання до кінця вересня 2015 року, — утримував фронт між Верхньоторецьким та Авдіївкою.
Влітку 2015 року вступив на навчання до Національного університету оборони України ім. Івана Черняховського. Після року навчання був переведений на заочну форму і з вересня 2016 повернувся у свою 72 ОМБр на посаду командира 3-го механізованого батальйону. З вересня до грудня 2016 року займався доукомплектацією 3-го батальйону, 21 жовтня 2016 року батальйон увійшов до Авдіївки. До жовтня 2017 року обороняв опорний пункт «Шахта» (вентиляційний ствол шахти «Бутівка-Донецька», що розташований між Авдіївкою та окупованим Спартаком) і південну частину Авдіївки.
|                       | Для мене, як для командира, найголовніше – зберегти життя людям і не осоромити честь держави. Бо втрати не порівняти ні з чим. І коли вони є, я не виправдовуюсь, що це ж війна – і без них майже не можливо, я шукаю причину в собі, якщо є втрати, значить я щось однозначно недоробив. |
| — Олександр Охріменко | |

На початку листопада 2015 року, разом з бригадою, повернувся до Білої Церкви.

## Нагороди
- Хрест бойових заслуг (6 травня 2022) — за визначні особисті заслуги у захисті державного суверенітету та територіальної цілісності України, самовіддане служіння Українському народові та вірність військовій присязі[11][12].
- Орден Богдана Хмельницького II ст. (9 квітня 2022) — за особисті заслуги у захисті державного суверенітету та територіальної цілісності України, самовіддане виконання військового обов'язку[13].
- Орден Богдана Хмельницького III ст. (21 жовтня 2017) — за особисту мужність і високий професіоналізм, виявлені у захисті державного суверенітету та територіальної цілісності України, зразкове виконання військового обов'язку[14].
- Орден Данила Галицького (28 вересня 2022) — за особисту мужність і самовіддані дії, виявлені у захисті державного суверенітету та територіальної цілісності України, вірність військовій присязі[15].
- Відзнака Президента України «За участь в антитерористичній операції»[16]